# Índice de Libertad Económica

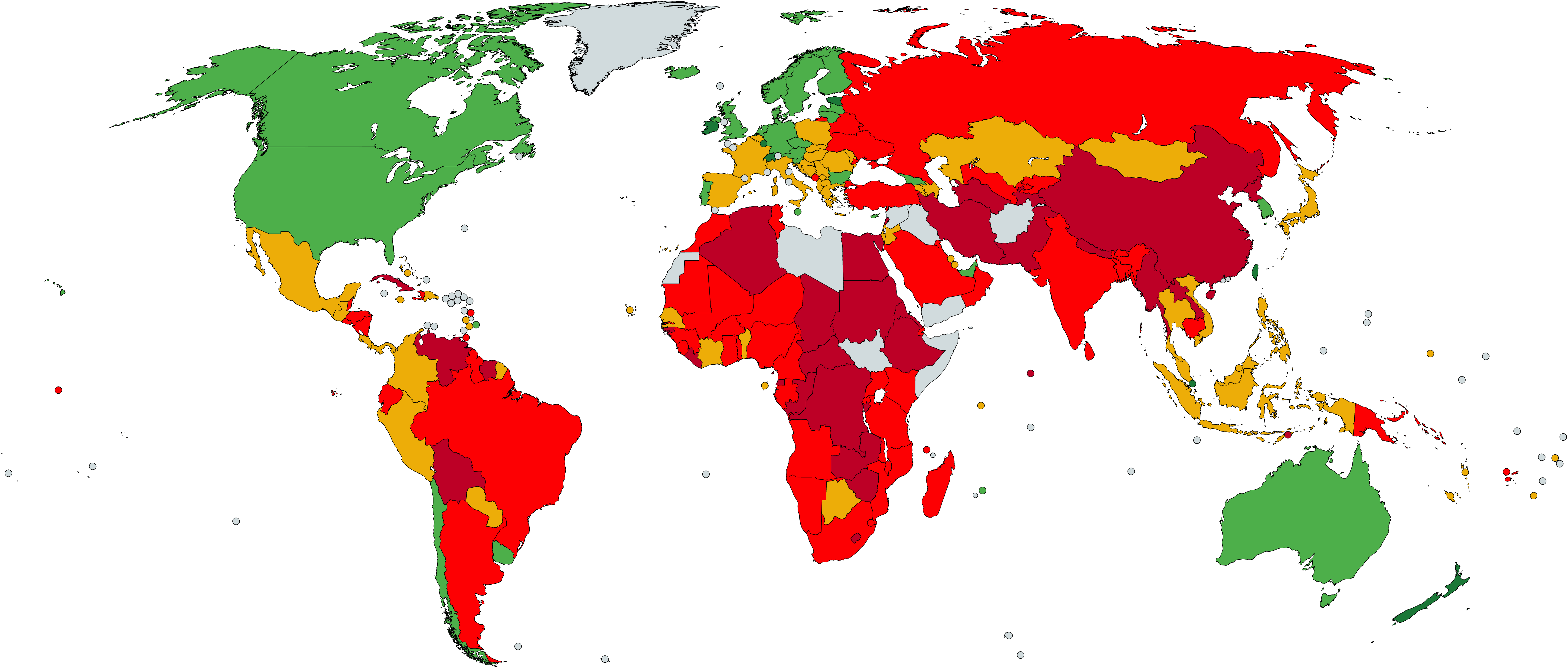
Mapa de calor con los resultados del Índice de Libertad Económica de la Fundación Heritage para el 2022.

El Índice de Libertad Económica es una serie de doce indicadores, creados en 1995 por la organización conservadora The Heritage Foundation y The Wall Street Journal. Su objetivo declarado es medir el grado de libertad económica en cada país del mundo. The Heritage Foundation y The Wall Street Journal crearon el índice inspirados en el liberalismo económico de La riqueza de las naciones, la obra de Adam Smith, que supone que las "instituciones básicas que protegen la libertad de los individuos para perseguir sus propios intereses económicos resultan en una mayor prosperidad para la sociedad".
El Índice de Libertad Económica ha sido utilizado por varios medios y políticos como indicador de seguridad jurídica, crecimiento económico y políticas públicas. Sin embargo el Índice de Libertad Económica también ha sido cuestionado y criticado por diferentes motivos, como que no mide correctamente los niveles de prosperidad, que brinda información errónea, la influencia de factores no relacionados con la libertad económica en el ranking, o que tiene un sesgo político, esto debido al carácter conservador de The Heritage Foundation y su cercanía con el Partido Republicano de Estados Unidos.

## Método de medición
El ranking de 2022 puntúa datos entre 0 y 100, donde 0 significa «ausencia de libertad económica» y 100 significa «libertad económica total». Hay doce aspectos divididos en cuatro categorías.
Los doce indicadores que mide el índice son descritos y clasificados de esta forma por la Fundación Heritage y el Wall Street Journal, en cuatro grandes categorías, cada una conteniendo tres subdivisiones:
- Estado de Derecho (Rule of Law): derechos de propiedad, integridad de gobierno, eficiencia judicial.
- Tamaño de Estado: carga fiscal, gasto de gobierno, salud fiscal.
- Eficiencia Regulatoria: facilidad de hacer negocios, libertad de trabajo, libertad de política monetaria.
- Apertura de Mercados (Free Trade): libre comercio, libertad de inversión y libertad financiera.[5]

Según la Fundación Heritage, la premisa es encontrar algún nexo entre este concepto aplicado al mercado —y las instituciones que lo hacen posible— y el desarrollo social en términos generales. Carl Schramm, quien escribió el primer capítulo del Índice de 2008, afirma que las ciudades de la Italia medieval y las ciudades del medio oeste de los Estados Unidos de mediados del siglo XIX florecieron en la medida en que poseían fluidez económica y adaptabilidad institucional creada por dicho concepto.

## Puntuación
Desde que se creó el índice en 1995, la puntuación para la libertad económica mundial se ha incrementado, aumentando 2,6 puntos hasta 2008. En 2011, la puntuación disminuyó desde el 60,2 determinado para el 2008 a 59,7 en dicho año 2011, lo que representa un aumento de 2,2 puntos desde 1995. La puntuación de libertad económica mejoró para 117 países, la mayoría incluidos en el índice, que eran principalmente economías en desarrollo y mercados emergentes. Con excepción de Europa y América del Norte, se registraron mayores niveles de libertad en todas las regiones, y la mayor mejora se registró en el África subsahariana. Las cinco principales economías "libres" identificadas por el índice de 2011 fueron Hong Kong, Singapur, Australia, Nueva Zelanda y Suiza, cada una de las cuales obtuvo más de 80 en la escala de clasificación de libertad económica. Desde que se creó el índice en 1995, Hong Kong ha sido la economía de mayor rendimiento.
En 2011, Estados Unidos cayó al noveno lugar detrás de países como Dinamarca, Canadá y el primer lugar de Hong Kong. La Fundación Heritage ha señalado los aumentos en el gasto público como la razón del declive de los Estados Unidos, y según los datos del índice de 2011, las tasas de crecimiento de los países con los niveles más altos de gasto gubernamental fueron 4,5 puntos más bajos, en promedio, que los países donde el gasto gubernamental estaba bajo control. En sus "Exclusivos Aspectos Destacados" de los resultados del índice, la Fundación Heritage declaró que "los altos niveles de gasto público en respuesta a la crisis económica mundial no han dado como resultado un mayor crecimiento económico".
Los resultados del índice de 2012 mostraron una disminución general en la libertad económica mundial; según La Fundación Heritage, el puntaje promedio en su clasificación fue el segundo más bajo de los últimos diez años. En particular, EE. UU. cayó al 10° lugar en el ranking, y ahora ha caído tres lugares desde 2008, cuando era el 7°. Un informe emitido por la Fundación afirmaba que el gasto del gobierno era la causa del declive y que "no solo no había logrado detener la crisis económica, sino que también (en muchos países) parecía prolongarla". Según el informe, la actividad en el sector privado se ve amenazada por el mayor gasto del gobierno, que ha aumentado la deuda pública y ha llevado a una mayor burocracia. Los países que comparten el mismo rango recibieron un puntaje de empate.
La Fundación Heritage informa que el 20% superior en el índice tiene el doble del ingreso per cápita que aquellos en el segundo quintil, y cinco veces el del 20% inferior.

### Clasificación de 2024
Referencias:
██ Libre (80–100)
██ Mayormente libre (70–79.9)
██ Moderadamente libre (65–69.9)
██ Moderadamente regulado (60–64.9)
██ Mayormente regulado (55–59.9)
██ No libre (50–54.9)
██ Reprimido (0–49.9)
| Estado                          | Puesto | Nota | Cambio      |
| ------------------------------- | ------ | ---- | ----------- |
| Singapur                        | 1      | 83.5 | 0.4         |
| Suiza                           | 2      | 83.0 | 0.8         |
| Irlanda                         | 3      | 82.6 | 0.6         |
| Taiwán                          | 4      | 80.0 | 0.7         |
| Nueva Zelanda                   | 5      | 77.8 | 1.1         |
| Estonia                         | 6      | 77.8 | 0.8         |
| Luxemburgo                      | 7      | 79.2 | 0.8         |
| Países Bajos                    | 8      | 77.3 | 0.7         |
| Dinamarca                       | 9      | 77.8 | 0.2         |
| Suecia                          | 10     | 77.5 | Sin cambios |
| Finlandia                       | 11     | 76.3 | 0.8         |
| Noruega                         | 12     | 77.5 | 0.6         |
| Australia                       | 13     | 76.2 | 1.4         |
| Alemania                        | 14     | 72.1 | 1.6         |
| Corea del Sur                   | 15     | 73.1 | 0.6         |
| Canadá                          | 16     | 72.4 | 1.3         |
| Letonia                         | 17     | 71.5 | 1.3         |
| Chipre                          | 18     | 72.2 | 0.1         |
| Islandia                        | 19     | 70.5 | 1.7         |
| Lituania                        | 20     | 72.9 | 0.7         |
| República Checa                 | 21     | 70.2 | 1.7         |
| Chile                           | 22     | 71.4 | 0.3         |
| Austria                         | 23     | 68.4 | 2.7         |
| Emiratos Árabes Unidos          | 24     | 71.1 | 0.2         |
| Estados Unidos                  | 25     | 70.1 | 0.5         |
| Mauricio                        | 26     | 71.5 | 0.9         |
| Uruguay                         | 27     | 69.8 | 0.4         |
| Reino Unido                     | 28     | 68.6 | 1.3         |
| Barbados                        | 29     | 66.8 | 3.0         |
| Portugal                        | 30     | 68.7 | 0.8         |
| Japón                           | 31     | 67.5 | 1.8         |
| Bulgaria                        | 32     | 68.5 | 0.8         |
| Eslovaquia                      | 33     | 68.1 | 0.9         |
| Israel                          | 34     | 70.1 | 1.2         |
| Georgia                         | 35     | 68.4 | 0.3         |
| Catar                           | 36     | 68.8 | 0.2         |
| Eslovenia                       | 37     | 65.9 | 2.6         |
| Samoa                           | 38     | 67.2 | 1.1         |
| Jamaica                         | 39     | 68.1 | 0.0         |
| Polonia                         | 40     | 66.0 | 1.7         |
| Malta                           | 41     | 64.5 | 3.0         |
| Malasia                         | 42     | 65.7 | 1.6         |
| Bélgica                         | 43     | 65.6 | 1.5         |
| Perú                            | 44     | 64.8 | 1.7         |
| Costa Rica                      | 45     | 67.7 | 1.2         |
| Croacia                         | 46     | 67.2 | 0.8         |
| Rumania                         | 47     | 64.4 | 2.7         |
| Hungría                         | 48     | 61.2 | 5.7         |
| Cabo Verde                      | 49     | 62.9 | 3.8         |
| Albania                         | 50     | 64.8 | 1.8         |
| España                          | 51     | 63.3 | 3.2         |
| Francia                         | 52     | 62.5 | 3.4         |
| Macedonia del Norte             | 53     | 61.4 | 4.3         |
| San Vicente y las Granadinas    | 54     | 59.8 | 5.9         |
| Bahamas                         | 55     | 62.5 | 2.9         |
| Panamá                          | 56     | 64.1 | 1.3         |
| Italia                          | 57     | 60.1 | 5.3         |
| Armenia                         | 58     | 64.9 | 0.4         |
| Serbia                          | 59     | 62.7 | 2.5         |
| Colombia                        | 60     | 59.2 | 5.9         |
| Botsuana                        | 61     | 68.0 | 0.8         |
| Brunéi                          | 62     | 65.9 | 1.1         |
| Indonesia                       | 63     | 63.5 | 0.9         |
| Kazajistán                      | 64     | 62.0 | 2.4         |
| Santa Lucía                     | 65     | 62.2 | 2.1         |
| Mongolia                        | 66     | 60.6 | 3.3         |
| México                          | 67     | 62.0 | 1.7         |
| Bosnia y Herzegovina            | 68     | 62.0 | 1.4         |
| Guatemala                       | 69     | 62.4 | 0.8         |
| Tailandia                       | 70     | 59.0 | 4.2         |
| República Dominicana            | 71     | 62.9 | 0.1         |
| Vanuatu                         | 72     | 62.2 | 0.7         |
| Paraguay                        | 73     | 60.1 | 2.8         |
| Baréin                          | 74     | 63.4 | 1.4         |
| Azerbaiyán                      | 75     | 61.6 | 0.0         |
| Costa de Marfil                 | 76     | 58.4 | 3.2         |
| Grecia                          | 77     | 55.1 | 6.4         |
| Moldavia                        | 78     | 57.1 | 4.2         |
| Seychelles                      | 79     | 60.4 | 0.7         |
| Filipinas                       | 80     | 59.0 | 0.0         |
| Benín                           | 81     | 57.7 | 3.3         |
| Estados Federados de Micronesia | 82     | 61.0 | 0.0         |
| Tonga                           | 83     | 59.2 | 1.6         |
| Vietnam                         | 84     | 62.8 | 2.2         |
| Santo Tomé y Príncipe           | 85     | 60.5 | 0.2         |
| Kosovo                          | 86     | 60.6 | 0.0         |
| Jordania                        | 87     | 58.3 | 1.8         |
| Senegal                         | 88     | 55.4 | 4.6         |
| Ghana                           | 89     | 55.8 | 4.0         |
| El Salvador                     | 90     | 54.4 | 5.2         |
| Guyana                          | 91     | 57.3 | 2.2         |
| Honduras                        | 92     | 58.6 | 0.9         |
| Tanzania                        | 93     | 59.1 | 0.4         |
| Bután                           | 94     | 55.4 | 3.9         |
| Namibia                         | 95     | 57.5 | 1.7         |
| Kiribati                        | 96     | 51.3 | 7.9         |
| Marruecos                       | 97     | 56.8 | 2.4         |
| Madagascar                      | 98     | 57.3 | 0.0         |
| Trinidad y Tobago               | 99     | 60.4 | 1.6         |
| Burkina Faso                    | 100    | 51.9 | 6.4         |
| Kuwait                          | 101    | 58.5 | 0.0         |
| Gambia                          | 102    | 58.2 | 0.2         |
| Montenegro                      | 103    | 59.7 | 1.9         |
| Togo                            | 104    | 50.9 | 6.3         |
| Ruanda                          | 105    | 51.6 | 5.5         |
| Camboya                         | 106    | 55.6 | 1.5         |
| Turquía                         | 107    | 56.2 | 0.7         |
| Omán                            | 108    | 62.9 | 6.3         |
| Belice                          | 109    | 61.2 | 0.0         |
| Islas Salomón                   | 110    | 55.0 | 1.5         |
| Fiyi                            | 111    | 58.0 | 0.0         |
| Sudáfrica                       | 112    | 55.3 | 0.9         |
| Rusia                           | 113    | 52.0 | 4.1         |
| Mali                            | 114    | 52.5 | 3.4         |
| Gabón                           | 115    | 56.9 | 0.0         |
| Kirguistán                      | 116    | 55.2 | 0.6         |
| Uzbekistán                      | 117    | 55.9 | 0.0         |
| Arabia Saudita                  | 118    | 61.9 | 0.0         |
| Mauritania                      | 119    | 55.3 | 0.0         |
| Yibuti                          | 120    | 55.8 | 0.0         |
| Níger                           | 121    | 52.3 | 2.6         |
| Nicaragua                       | 122    | 53.4 | 0.0         |
| Papúa Nueva Guinea              | 123    | 49.4 | 5.2         |
| Nigeria                         | 124    | 53.1 | 1.3         |
| Dominica                        | 125    | 54.0 | 0.4         |
| Ecuador                         | 126    | 55.0 | 0.0         |
| Uganda                          | 127    | 50.7 | 3.5         |
| Túnez                           | 128    | 48.8 | 5.4         |
| Guinea                          | 129    | 53.3 | 0.0         |
| Ucrania                         | 130    | N/A  | N/A         |
| India                           | 131    | 52.9 | 1.0         |
| Sri Lanka                       | 132    | 49.2 | 4.1         |
| Brasil                          | 133    | 53.2 | 0.1         |
| Malaui                          | 134    | 52.1 | 0.9         |
| Bielorrusia                     | 135    | 48.4 | 4.6         |
| Camerún                         | 136    | 53.6 | 0.0         |
| Bangladés                       | 137    | 54.4 | 0.0         |
| Kenia                           | 138    | 53.6 | 0.0         |
| Angola                          | 139    | 54.3 | 0.0         |
| Sierra Leona                    | 140    | 44.6 | 7.4         |
| Suazilandia                     | 141    | 55.6 | 0.0         |
| Mozambique                      | 142    | 50.7 | 0.0         |
| Comoras                         | 143    | 52.0 | 0.0         |
| Argentina                       | 144    | 49.9 | 0.2         |
| Haití                           | 145    | 48.2 | 1.8         |
| Chad                            | 146    | 51.4 | 0.0         |
| Tayikistán                      | 147    | 51.3 | 0.0         |
| Nepal                           | 148    | 52.1 | 0.0         |
| Birmania                        | 149    | 42.2 | 7.4         |
| Etiopía                         | 150    | 47.9 | 1.7         |
| Laos                            | 151    | 50.6 | 0.0         |
| Egipto                          | 152    | 49.7 | 0.0         |
| Pakistán                        | 153    | 49.5 | 0.0         |
| Zambia                          | 154    | 48.4 | 0.3         |
| República del Congo             | 155    | 47.8 | 0.7         |
| Surinam                         | 156    | 46.7 | 1.4         |
| Lesoto                          | 157    | 51.9 | 0.0         |
| China                           | 158    | 48.5 | 0.0         |
| Liberia                         | 159    | 49.9 | 0.0         |
| República Democrática del Congo | 160    | 47.6 | 0.0         |
| Maldivas                        | 161    | 47.8 | 0.0         |
| Líbano                          | 162    | 48.3 | 0.0         |
| Guinea Ecuatorial               | 163    | 47.7 | 0.0         |
| Timor Oriental                  | 164    | 50.2 | 0.0         |
| Turkmenistán                    | 165    | 46.3 | 0.0         |
| Guinea-Bisáu                    | 166    | 42.7 | 3.3         |
| Argelia                         | 167    | 43.9 | 0.0         |
| República Centroafricana        | 168    | 41.3 | 0.0         |
| Bolivia                         | 169    | 43.5 | 0.0         |
| Irán                            | 170    | 41.2 | 0.0         |
| Eritrea                         | 171    | 39.5 | 0.0         |
| Burundi                         | 172    | 38.4 | 1.0         |
| Zimbabue                        | 173    | 38.2 | 0.0         |
| Sudán                           | 174    | 33.9 | 0.0         |
| Cuba                            | 175    | 25.7 | 3.8         |
| Venezuela                       | 176    | 28.1 | 0.0         |
| Corea del Norte                 | 177    | 2.9  | 1.3         |

Sin clasificar
- Andorra
- Antigua y Barbuda
- Granada
- Hong Kong (Desde 2021 se incluye dentro de la República Popular China)
- Irak
- Libia
- Liechtenstein
- Macao (Desde 2021 se incluye dentro de la República Popular China)
- Islas Marshall
- Mónaco
- Nauru
- Palaos
- San Cristóbal y Nieves
- San Marino
- Somalia
- Sudán del Sur
- Siria
- Tuvalu
- Ciudad del Vaticano
- Yemen

### Clasificaciones históricas
De 2014 a 2017
Referencias:
██ Libre (80-100),
██ Mayormente Libre (70.0-79.9),
██ Moderadamente Libre (60.0-69.9),
██ Mayormente Regulada (50.0-59.9),
██ Regulada (0-49.9).
|                                 | 2017   | 2017 | 2017                         | 2016   | 2016 | 2016                         | 2015   | 2015 | 2015                         | 2014   | 2014 | 2014                         |
| Estado                          | Puesto | Nota | Cambio desde el año anterior | Puesto | Nota | Cambio desde el año anterior | Puesto | Nota | Cambio desde el año anterior | Puesto | Nota | Cambio desde el año anterior |
| ------------------------------- | ------ | ---- | ---------------------------- | ------ | ---- | ---------------------------- | ------ | ---- | ---------------------------- | ------ | ---- | ---------------------------- |
| Hong Kong                       | 1      | 89.8 | 1.2                          | 1      | 88.6 | -1.0                         | 1      | 89.6 | -0.5                         | 1      | 90.1 | 0.8                          |
| Singapur                        | 2      | 88.6 | 0.8                          | 2      | 87.8 | -1.6                         | 2      | 89.4 | 0                            | 2      | 89.4 | 1.4                          |
| Nueva Zelanda                   | 3      | 83.7 | 2.1                          | 3      | 81.6 | -0.5                         | 3      | 82.1 | 0.9                          | 5      | 81.2 | -0.2                         |
| Suiza                           | 4      | 81.5 | 0.5                          | 4      | 81   | 0.5                          | 5      | 80.5 | -1.1                         | 4      | 81.6 | 0.6                          |
| Australia                       | 5      | 81   | 0.7                          | 5      | 80.3 | -1.1                         | 4      | 81.4 | -0.6                         | 3      | 82   | -0.6                         |
| Estonia                         | 6      | 79.1 | 1.9                          | 9      | 77.2 | 0.4                          | 8      | 76.8 | 0.9                          | 11     | 75.9 | 0.6                          |
| Canadá                          | 7      | 78.5 | 0.5                          | 6      | 78   | -1.1                         | 6      | 79.1 | -1.1                         | 6      | 80.2 | 0.8                          |
| Emiratos Árabes Unidos          | 8      | 76.9 | 4.5                          | 25     | 72.4 | 1                            | 28     | 71.4 | 0.3                          | 28     | 71.1 | 1.8                          |
| Irlanda                         | 9      | 76.7 | -0.6                         | 8      | 77.3 | 0.7                          | 9      | 76.6 | 0.4                          | 9      | 76.2 | 0.5                          |
| Chile                           | 10     | 76.5 | -1.2                         | 7      | 77.7 | -0.8                         | 7      | 78.5 | -0.2                         | 7      | 78.7 | -0.3                         |
| República de China              | 11     | 76.5 | 1.8                          | 14     | 74.7 | -0.4                         | 14     | 75.1 | 1.2                          | 17     | 73.9 | 1.2                          |
| Reino Unido                     | 12     | 76.4 | 0                            | 10     | 76.4 | 0.6                          | 13     | 75.8 | 0.9                          | 14     | 74.9 | 0.1                          |
| Georgia                         | 13     | 76   | 3.0                          | 22     | 73   | 0.4                          | 22     | 72.6 | 0.4                          | 21     | 72.2 | 2.8                          |
| Luxemburgo                      | 14     | 75.9 | 2.7                          | 21     | 73.2 | -1                           | 16     | 74.2 | 0                            | 15     | 74.2 | -0.3                         |
| Países Bajos                    | 15     | 75.8 | 2.1                          | 17     | 73.7 | -0.5                         | 15     | 74.2 | 0.7                          | 17     | 73.5 | 0.2                          |
| Lituania                        | 16     | 75.8 | 0.6                          | 13     | 75.2 | 0.5                          | 15     | 74.7 | 1.7                          | 21     | 73   | 0.9                          |
| Estados Unidos                  | 17     | 75.1 | -0.3                         | 11     | 75.4 | -0.8                         | 12     | 76.2 | 0.7                          | 12     | 75.5 | -0.5                         |
| Dinamarca                       | 18     | 75.1 | -0.2                         | 12     | 75.3 | -1.0                         | 11     | 76.3 | 0.2                          | 10     | 76.1 | 0                            |
| Suecia                          | 19     | 74.9 | 2.2                          | 23     | 72.7 | -0.4                         | 20     | 73.1 | 0.2                          | 18     | 72.9 | 1.2                          |
| Letonia                         | 20     | 74.8 | 5.1                          | 37     | 69.7 | 1                            | 42     | 68.7 | 2.2                          | 55     | 66.5 | 1.3                          |
| Mauricio                        | 21     | 74.7 | 0                            | 15     | 74.7 | -1.7                         | 10     | 76.4 | -0.1                         | 8      | 76.5 | -0.4                         |
| Islandia                        | 22     | 74.4 | 2.4                          | 26     | 72   | -0.4                         | 23     | 72.4 | 0.3                          | 23     | 72.1 | 1.2                          |
| Corea del Sur                   | 23     | 74.3 | 2.8                          | 29     | 71.5 | 0.3                          | 31     | 71.2 | 0.9                          | 34     | 70.3 | 0.4                          |
| Finlandia                       | 24     | 74.0 | 0.6                          | 19     | 73.4 | 0                            | 19     | 73.4 | -0.6                         | 16     | 74   | 1.7                          |
| Noruega                         | 25     | 74   | 2.2                          | 27     | 71.8 | 0.9                          | 32     | 70.9 | 0.4                          | 31     | 70.5 | 1.7                          |
| Alemania                        | 26     | 73.8 | 0                            | 16     | 73.8 | 0.4                          | 18     | 73.4 | 0.6                          | 19     | 72.8 | 1.8                          |
| Malasia                         | 27     | 73.8 | 3                            | 31     | 70.8 | 1.2                          | 37     | 69.6 | 3.5                          | 56     | 66.1 | -0.3                         |
| República Checa                 | 28     | 73.3 | 0.8                          | 24     | 72.5 | 0.3                          | 26     | 72.2 | 1.3                          | 29     | 70.9 | 1                            |
| Catar                           | 29     | 73.1 | 2.3                          | 32     | 70.8 | -0.4                         | 30     | 71.2 | -0.1                         | 27     | 71.3 | 0                            |
| Austria                         | 30     | 72.3 | 1.1                          | 30     | 71.2 | -1.2                         | 24     | 72.4 | 0.6                          | 25     | 71.8 | 1.5                          |
| Macedonia del Norte             | 31     | 70.7 | 3.6                          | 53     | 67.1 | -1.5                         | 43     | 68.6 | 0.4                          | 43     | 68.2 | -0.3                         |
| Macao                           | 32     | 70.7 | 0.4                          | 34     | 70.3 | -1                           | 29     | 71.3 | -0.4                         | 26     | 71.7 | -0.1                         |
| Armenia                         | 33     | 70.3 | 3.2                          | 52     | 67.1 | -1.8                         | 41     | 68.9 | -0.5                         | 38     | 69.4 | 0.6                          |
| Botsuana                        | 34     | 71.1 | -2.2                         | 36     | 69.8 | -2.2                         | 27     | 72   | 1.4                          | 30     | 70.6 | 1                            |
| Brunéi                          | 35     | 69.8 | 0.9                          | 39     | 68.9 | -0.1                         | 40     | 69   | -                            |        |      |                              |
| Israel                          | 36     | 69.7 | -0.8                         | 33     | 70.5 | 2.1                          | 44     | 68.4 | 1.5                          | 51     | 66.9 | -0.9                         |
| Colombia                        | 37     | 69.7 | -2                           | 28     | 71.7 | 1                            | 34     | 70.7 | 1.1                          | 37     | 69.6 | 1.6                          |
| Uruguay                         | 38     | 69.7 | 1.1                          | 43     | 68.6 | -0.7                         | 38     | 69.3 | -0.4                         | 36     | 69.7 | -0.2                         |
| Rumania                         | 39     | 69.7 | 3.1                          | 57     | 66.6 | 1.1                          | 62     | 65.5 | 0.4                          | 59     | 65.1 | 0.7                          |
| Japón                           | 40     | 69.6 | -3.7                         | 20     | 73.3 | 0.9                          | 25     | 72.4 | 0.6                          | 24     | 71.8 | 0.2                          |
| Jamaica                         | 41     | 69.5 | 1.8                          | 48     | 67.7 | 1                            | 56     | 66.7 | -0.1                         | 52     | 66.8 | 1.7                          |
| Kazajistán                      | 42     | 69   | 5.7                          | 69     | 63.3 | -0.4                         | 67     | 63.7 | 0.7                          | 68     | 63   | -0.6                         |
| Perú                            | 43     | 68.9 | 1.2                          | 47     | 67.7 | 0.3                          | 47     | 67.4 | -0.8                         | 44     | 68.2 | -0.5                         |
| Baréin                          | 44     | 68.5 | -4.9                         | 18     | 73.4 | -1.7                         | 13     | 75.1 | -0.4                         | 12     | 75.5 | 0.3                          |
| Polonia                         | 45     | 68.3 | -0.3                         | 42     | 68.6 | 1.6                          | 50     | 67   | 1                            | 57     | 66   | 1.8                          |
| Kosovo                          | 46     | 67.9 |                              |        |      |                              |        |      |                              |        |      |                              |
| Bulgaria                        | 47     | 67.9 | 1.1                          | 55     | 66.8 | 1.1                          | 61     | 65.7 | 0.7                          | 60     | 65   | 0.3                          |
| Chipre                          | 48     | 67.9 | 0                            | 45     | 67.9 | 0.3                          | 46     | 67.6 | -1.4                         | 41     | 69   | -2.8                         |
| Bélgica                         | 49     | 67.8 | -1                           | 40     | 68.8 | -1.1                         | 35     | 69.9 | 0.7                          | 40     | 69.2 | 0.2                          |
| Malta                           | 50     | 67.7 | 1.2                          | 58     | 66.5 | 0.1                          | 58     | 66.4 | -1.1                         | 47     | 67.5 | 0.5                          |
| Ruanda                          | 51     | 67.6 | 2.8                          | 65     | 64.8 | 0.1                          | 65     | 64.7 | 0.6                          | 63     | 64.1 | -0.8                         |
| Vanuatu                         | 52     | 67.4 | 6.3                          | 84     | 61.1 | 1.6                          | 93     | 59.5 | 2.9                          | 109    | 56.6 | 0                            |
| Jordania                        | 53     | 66.7 | -2.6                         | 38     | 69.3 | 0.1                          | 39     | 69.2 | -1.2                         | 33     | 70.4 | 0.5                          |
| Panamá                          | 54     | 66.3 | 2.2                          | 68     | 64.1 | 0.7                          | 71     | 63.4 | 0.9                          | 71     | 62.5 | -2.7                         |
| Tailandia                       | 55     | 66.2 | 3.8                          | 75     | 62.4 | -0.9                         | 72     | 63.3 | -0.8                         | 61     | 64.1 | -0.8                         |
| Hungría                         | 56     | 65.8 | -1.0                         | 54     | 66.8 | -0.2                         | 51     | 67   | -0.3                         | 48     | 67.3 | 0.2                          |
| Eslovaquia                      | 57     | 65.7 | -1.5                         | 50     | 67.2 | 0.8                          | 57     | 66.4 | -2.3                         | 42     | 68.7 | 1.7                          |
| Filipinas                       | 58     | 65.6 | 3.4                          | 76     | 62.2 | 2.1                          | 89     | 60.1 | 1.9                          | 97     | 58.2 | 1.1                          |
| San Vicente y las Granadinas    | 59     | 65.2 | -2.8                         | 44     | 68   | 1                            | 52     | 67   | 0.3                          | 54     | 66.7 | 0.2                          |
| Turquía                         | 60     | 65.2 | 2                            | 70     | 63.2 | -1.7                         | 64     | 64.9 | 2                            | 69     | 62.9 | 0.4                          |
| Kuwait                          | 61     | 65.1 | 2.6                          | 74     | 62.5 | 0.2                          | 76     | 62.3 | -0.8                         | 66     | 63.1 | 0.6                          |
| Santa Lucía                     | 62     | 65   | -5.2                         | 35     | 70.2 | -0.5                         | 33     | 70.7 | 0.3                          | 32     | 70.4 | -0.9                         |
| Costa Rica                      | 63     | 65   | -2.2                         | 51     | 67.2 | 0.3                          | 53     | 66.9 | -0.1                         | 49     | 67   | -1                           |
| Arabia Saudita                  | 64     | 64.4 | 2.3                          | 77     | 62.1 | -0.1                         | 77     | 62.2 | 1.6                          | 82     | 60.6 | -1.9                         |
| Albania                         | 65     | 64.4 | -1.3                         | 63     | 65.7 | -1.2                         | 54     | 66.9 | 1.7                          | 58     | 65.2 | 0.1                          |
| El Salvador                     | 66     | 64.1 | -1.6                         | 62     | 65.7 | -0.5                         | 59     | 66.2 | -0.5                         | 53     | 66.7 | -2                           |
| Dominica                        | 67     | 63.7 | -2.4                         | 61     | 66.1 | 0.9                          | 63     | 65.2 | 1.3                          | 64     | 63.9 | 2.3                          |
| Azerbaiyán                      | 68     | 63.6 | 2.6                          | 85     | 61   | -0.3                         | 81     | 61.3 | 1.6                          | 88     | 59.7 | 0.8                          |
| España                          | 69     | 63.6 | -4.0                         | 49     | 67.6 | 0.4                          | 49     | 67.2 | -0.8                         | 46     | 68   | -1.1                         |
| México                          | 70     | 63.6 | -2.8                         | 59     | 66.4 | -0.4                         | 55     | 66.8 | -0.2                         | 50     | 67   | 1.7                          |
| Fiyi                            | 71     | 63.4 | 4.4                          | 98     | 59   | 0.3                          | 99     | 58.7 | 1.5                          | 105    | 57.2 | -0.1                         |
| Francia                         | 72     | 63.3 | 0.8                          | 73     | 62.5 | -1                           | 70     | 63.5 | -0.6                         | 62     | 64.1 | 0.9                          |
| Tonga                           | 73     | 63   | 3.7                          | 95     | 59.3 | 1.1                          | 104    | 58.2 | 2.2                          | 112    | 56   | -1                           |
| Guatemala                       | 74     | 63   | 2.6                          | 87     | 60.4 | -0.8                         | 83     | 61.2 | 1.2                          | 85     | 60   | -0.9                         |
| República Dominicana            | 76     | 62.9 | 1.9                          | 86     | 61   | -0.3                         | 80     | 61.3 | 1.6                          | 87     | 59.7 | -0.5                         |
| Portugal                        | 77     | 62.6 | -2.7                         | 64     | 65.3 | 1.8                          | 69     | 63.5 | 0.4                          | 67     | 63.1 | 0.1                          |
| Namibia                         | 78     | 62.5 | 2.9                          | 93     | 59.6 | 0.2                          | 94     | 59.4 | -0.9                         | 84     | 60.3 | -1.6                         |
| Italia                          | 79     | 62.5 | 0.8                          | 80     | 61.7 | 0.8                          | 86     | 60.9 | 0.3                          | 83     | 60.6 | 1.8                          |
| Paraguay                        | 80     | 62.4 | 1.3                          | 83     | 61.1 | -0.9                         | 78     | 62   | 0.9                          | 80     | 61.1 | -0.7                         |
| Sudáfrica                       | 81     | 62.3 | -0.3                         | 72     | 62.6 | 0.1                          | 75     | 62.5 | 0.7                          | 74     | 61.8 | -0.9                         |
| Omán                            | 82     | 62.1 | -4.6                         | 56     | 66.7 | -0.7                         | 48     | 67.4 | -0.7                         | 45     | 68.1 | 0.2                          |
| Montenegro                      | 83     | 62   | -2.7                         | 66     | 64.7 | 1.1                          | 68     | 63.6 | 1                            | 70     | 62.6 | 0.1                          |
| Indonesia                       | 84     | 61.9 | 3.8                          | 105    | 58.1 | -0.4                         | 100    | 58.5 | 1.6                          | 108    | 56.9 | 0.5                          |
| Seychelles                      | 85     | 61.8 | 4.3                          | 114    | 57.5 | 1.3                          | 117    | 56.2 | 1.3                          | 124    | 54.9 | 1.9                          |
| Marruecos                       | 86     | 61.5 | 1.4                          | 89     | 60.1 | 1.8                          | 103    | 58.3 | -1.3                         | 90     | 59.6 | -0.6                         |
| Trinidad y Tobago               | 87     | 61.2 | -2.9                         | 67     | 64.1 | 1.4                          | 73     | 62.7 | 0.4                          | 72     | 62.3 | -2.1                         |
| Suazilandia                     | 88     | 61.1 | 1.2                          | 91     | 59.9 | -1.3                         | 82     | 61.2 | 4                            | 104    | 57.2 | 0                            |
| Kirguistán                      | 89     | 61.1 | -0.2                         | 82     | 61.3 | 0.2                          | 85     | 61.1 | 1.5                          | 89     | 59.6 | -0.6                         |
| Bahamas                         | 90     | 61.1 | -7.6                         | 41     | 68.7 | -1.1                         | 36     | 69.8 | -0.3                         | 35     | 70.1 | 2.1                          |
| Uganda                          | 91     | 60.9 | 1.2                          | 92     | 59.7 | -0.2                         | 91     | 59.9 | -1.2                         | 79     | 61.1 | -0.8                         |
| Bosnia y Herzegovina            | 92     | 60.2 | 1.2                          | 97     | 59   | 0.6                          | 101    | 58.4 | 1.1                          | 103    | 57.3 | 0                            |
| Burkina Faso                    | 93     | 59.6 | 1                            | 102    | 58.6 | -0.3                         | 98     | 58.9 | -1                           | 86     | 59.9 | -0.7                         |
| Camboya                         | 94     | 59.5 | 2                            | 110    | 57.5 | 0.1                          | 108    | 57.4 | -1.1                         | 95     | 58.5 | 0.9                          |
| Croacia                         | 95     | 59.4 | -2.1                         | 81     | 61.5 | 1.1                          | 87     | 60.4 | -0.9                         | 78     | 61.3 | 0.4                          |
| Benín                           | 96     | 59.2 | 0.4                          | 99     | 58.8 | 1.7                          | 113    | 57.1 | -0.5                         | 101    | 57.6 | 1.9                          |
| Eslovenia                       | 97     | 59.2 | -1.1                         | 88     | 60.3 | -2.4                         | 74     | 62.7 | 1                            | 76     | 61.7 | -1.2                         |
| Nicaragua                       | 98     | 59.2 | 1.6                          | 108    | 57.6 | -0.8                         | 102    | 58.4 | 1.8                          | 110    | 56.6 | -1.3                         |
| Serbia                          | 99     | 58.9 | -1.1                         | 90     | 60   | 0.6                          | 95     | 59.4 | 0.8                          | 94     | 58.6 | 0.6                          |
| Honduras                        | 100    | 58.8 | 1.4                          | 116    | 57.4 | 0.3                          | 112    | 57.1 | -1.3                         | 96     | 58.4 | -0.4                         |
| Belice                          | 101    | 58.6 | 1.8                          | 117    | 56.8 | 0.1                          | 115    | 56.7 | -0.6                         | 102    | 57.3 | -4.6                         |
| Mali                            | 102    | 58.6 | 2.2                          | 119    | 56.4 | 0.9                          | 122    | 55.5 | -0.9                         | 111    | 56.4 | 0.6                          |
| Gabón                           | 103    | 58.6 | 0.3                          | 104    | 58.3 | 0.5                          | 105    | 57.8 | 0                            | 99     | 57.8 | 1.4                          |
| Bielorrusia                     | 104    | 58.6 | 8.8                          | 153    | 49.8 | -0.3                         | 150    | 50.1 | 2.1                          | 154    | 48   | -1                           |
| Tanzania                        | 105    | 58.6 | 1.1                          | 109    | 57.5 | -0.3                         | 106    | 57.8 | -0.1                         | 98     | 57.9 | 0.9                          |
| Guyana                          | 106    | 58.5 | 3                            | 123    | 55.5 | -0.2                         | 121    | 55.7 | 1.9                          | 129    | 53.8 | 2.5                          |
| Bután                           | 107    | 58.4 | 1                            | 115    | 57.4 | 0.7                          | 116    | 56.7 | 1.7                          | 122    | 55   | -1.6                         |
| Samoa                           | 108    | 58.4 | -3.5                         | 78     | 61.9 | 0.8                          | 84     | 61.1 | 4                            | 106    | 57.1 | -3.4                         |
| Tayikistán                      | 109    | 58.2 | 5.5                          | 140    | 52.7 | 0.7                          | 139    | 52   | -1.4                         | 131    | 53.4 | 0                            |
| Moldavia                        | 110    | 58   | 0.5                          | 111    | 57.5 | 0.2                          | 110    | 57.3 | 1.8                          | 115    | 55.5 | 1.1                          |
| China                           | 111    | 57.4 | 4.7                          | 139    | 52.7 | 0.2                          | 137    | 52.5 | 0.6                          | 136    | 51.9 | 0.7                          |
| Sri Lanka                       | 112    | 57.4 | -1.2                         | 101    | 58.6 | -1.4                         | 90     | 60   | -0.7                         | 81     | 60.7 | 2.4                          |
| Madagascar                      | 113    | 57.4 | -4.3                         | 79     | 61.7 | 0                            | 79     | 61.7 | -0.3                         | 73     | 62   | -0.4                         |
| Rusia                           | 114    | 57.1 | 5                            | 143    | 52.1 | 0.2                          | 140    | 51.9 | 0.8                          | 139    | 51.1 | 0.6                          |
| Nigeria                         | 115    | 57.1 | 1.5                          | 120    | 55.6 | 1.3                          | 129    | 54.3 | -0.8                         | 120    | 55.1 | -1.2                         |
| Cabo Verde                      | 116    | 56.9 | -9.5                         | 60     | 66.4 | 0.3                          | 60     | 66.1 | 2.4                          | 65     | 63.7 | 0.2                          |
| República Democrática del Congo | 117    | 56.4 | 13.7                         | 170    | 42.7 | -1                           | 169    | 43.7 | 0.2                          | 167    | 43.5 | -0.3                         |
| Ghana                           | 118    | 56.2 | -6.8                         | 71     | 63   | -1.2                         | 66     | 64.2 | 2.9                          | 77     | 61.3 | 0.6                          |
| Guinea-Bisáu                    | 119    | 56.1 | 4.1                          | 145    | 52   | 0.7                          | 143    | 51.3 | 0.2                          | 138    | 51.1 | 1                            |
| Senegal                         | 120    | 55.9 | -1.9                         | 106    | 57.8 | 2.4                          | 125    | 55.4 | -0.1                         | 116    | 55.5 | 0.1                          |
| Comoras                         | 121    | 55.8 | 3.7                          | 142    | 52.1 | 0.7                          | 142    | 51.4 | 3.9                          | 157    | 47.5 | 1.8                          |
| Zambia                          | 122    | 55.8 | -2.9                         | 100    | 58.7 | -1.7                         | 88     | 60.4 | 1.7                          | 93     | 58.7 | 0.4                          |
| Túnez                           | 123    | 55.7 | -2.0                         | 107    | 57.7 | 0.4                          | 109    | 57.3 | 0.3                          | 107    | 57   | -1.6                         |
| Santo Tomé y Príncipe           | 124    | 55.4 | 2.1                          | 136    | 53.3 | 4.5                          | 157    | 48.8 | 0.8                          | 153    | 48   | -2.2                         |
| Nepal                           | 125    | 55.1 | 3.8                          | 152    | 51.3 | 1.2                          | 149    | 50.1 | -0.3                         | 141    | 50.4 | 0.2                          |
| Islas Salomón                   | 126    | 55   | 8                            | 159    | 47   | 0.8                          | 165    | 46.2 | 1.2                          | 165    | 45   | -1.2                         |
| Grecia                          | 127    | 55   | 1                            | 130    | 54   | -1.7                         | 119    | 55.7 | 0.3                          | 117    | 55.4 | 0                            |
| Bangladés                       | 128    | 55   | 1.1                          | 131    | 53.9 | -0.2                         | 131    | 54.1 | 1.5                          | 132    | 52.6 | -0.6                         |
| Mongolia                        | 129    | 54.8 | -4.4                         | 96     | 59.2 | 0.3                          | 97     | 58.9 | -2.8                         | 75     | 61.7 | 0.2                          |
| Barbados                        | 130    | 54.5 | -13.4                        | 46     | 67.9 | -0.4                         | 45     | 68.3 | -1                           | 39     | 69.3 | 0.3                          |
| Mauritania                      | 131    | 54.4 | 1.1                          | 135    | 53.3 | 0.1                          | 134    | 53.2 | 0.9                          | 134    | 52.3 | -0.7                         |
| Micronesia                      | 132    | 54.1 | 4.5                          | 154    | 49.6 | -0.2                         | 153    | 49.8 | -0.3                         | 143    | 50.1 | -0.6                         |
| Laos                            | 133    | 54   | 2.6                          | 150    | 51.4 | 0.2                          | 144    | 51.2 | 1.1                          | 144    | 50.1 | 0.1                          |
| Lesoto                          | 134    | 53.9 | 4.3                          | 155    | 49.6 | 0.1                          | 154    | 49.5 | 2.4                          | 155    | 47.9 | 1.3                          |
| Kenia                           | 135    | 53.5 | -2.1                         | 122    | 55.6 | -1.5                         | 111    | 57.1 | 1.2                          | 114    | 55.9 | -1.6                         |
| Gambia                          | 136    | 53.4 | -4.1                         | 113    | 57.5 | -2                           | 92     | 59.5 | 0.7                          | 92     | 58.8 | 0                            |
| Líbano                          | 137    | 53.3 | -6.0                         | 94     | 59.3 | -0.1                         | 96     | 59.4 | -0.1                         | 91     | 59.5 | -0.6                         |
| Togo                            | 138    | 53.2 | 0.2                          | 138    | 53   | 3.1                          | 152    | 49.9 | 1.1                          | 150    | 48.8 | 0.5                          |
| Burundi                         | 139    | 53.2 | -0.5                         | 132    | 53.7 | 2.3                          | 141    | 51.4 | 2.4                          | 148    | 49   | 0.9                          |
| Brasil                          | 140    | 52.9 | -3.7                         | 118    | 56.6 | -0.3                         | 114    | 56.9 | -0.8                         | 100    | 57.7 | -0.2                         |
| Pakistán                        | 141    | 52.8 | -2.8                         | 121    | 55.6 | 0.4                          | 126    | 55.2 | 0.1                          | 121    | 55.1 | 0.4                          |
| Etiopía                         | 142    | 52.7 | 1.2                          | 149    | 51.5 | 1.5                          | 151    | 50   | 0.6                          | 146    | 49.4 | -2.6                         |
| India                           | 143    | 52.6 | -2                           | 128    | 54.6 | -1.1                         | 120    | 55.7 | 0.5                          | 119    | 55.2 | 0.6                          |
| Egipto                          | 144    | 52.6 | -2.6                         | 124    | 55.2 | 2.3                          | 135    | 52.9 | -1.9                         | 125    | 54.8 | -3.1                         |
| Sierra Leona                    | 145    | 52.6 | 0.9                          | 147    | 51.7 | 1.2                          | 148    | 50.5 | 2.2                          | 151    | 48.3 | -0.8                         |
| Vietnam                         | 147    | 52.4 | 0.7                          | 148    | 51.7 | 0.9                          | 147    | 50.8 | -0.2                         | 140    | 51   | -0.3                         |
| Uzbekistán                      | 148    | 52.3 | 5.3                          | 160    | 47   | 0.5                          | 163    | 46.5 | 0.5                          | 162    | 46   | 0.2                          |
| Malaui                          | 149    | 52.9 | -1.9                         | 126    | 54.8 | -0.6                         | 124    | 55.4 | 0.1                          | 118    | 55.3 | -1.1                         |
| Camerún                         | 150    | 51.8 | -0.1                         | 146    | 51.9 | -0.7                         | 136    | 52.6 | 0.3                          | 133    | 52.3 | 0.5                          |
| República Centroafricana        | 151    | 51.8 | 5.9                          | 166    | 45.9 | -0.8                         | 161    | 46.7 | -3.7                         | 142    | 50.4 | 0.1                          |
| Papúa Nueva Guinea              | 152    | 50.9 | -2.2                         | 137    | 53.1 | -0.8                         | 132    | 53.9 | 0.3                          | 130    | 53.6 | -0.2                         |
| Kiribati                        | 153    | 50.9 | 4.5                          | 164    | 46.4 | 0.1                          | 164    | 46.3 | 0.4                          | 163    | 45.9 | -1                           |
| Níger                           | 154    | 50.8 | -3.8                         | 127    | 54.6 | -0.5                         | 127    | 55.1 | 1.2                          | 128    | 53.9 | -0.4                         |
| Irán                            | 155    | 50.5 | 8.7                          | 171    | 41.8 | 1.5                          | 173    | 40.3 | -2.9                         | 168    | 43.2 | 0.9                          |
| Argentina                       | 156    | 50.4 | 6.3                          | 169    | 44.1 | -0.5                         | 166    | 44.6 | -2.1                         | 160    | 46.7 | -1.3                         |
| Maldivas                        | 157    | 50.3 | -3.1                         | 134    | 53.4 | 2.4                          | 145    | 51   | 2                            | 149    | 49   | -0.2                         |
| Mozambique                      | 158    | 49.9 | -4.9                         | 125    | 54.8 | -0.2                         | 128    | 55   | 0                            | 123    | 55   | -2.1                         |
| Haití                           | 159    | 49.6 | -1.7                         | 151    | 51.3 | 2.4                          | 156    | 48.9 | 0.8                          | 152    | 48.1 | -2.6                         |
| Ecuador                         | 160    | 49.3 | 0.1                          | 156    | 49.2 | 1.2                          | 159    | 48   | 1.1                          | 159    | 46.9 | -1.4                         |
| Liberia                         | 161    | 49.1 | -3.6                         | 141    | 52.7 | 0.3                          | 138    | 52.4 | 3.1                          | 147    | 49.3 | 0.7                          |
| Chad                            | 162    | 49   | 3.1                          | 165    | 45.9 | 1.4                          | 167    | 44.5 | -0.7                         | 164    | 45.2 | 0.4                          |
| Afganistán                      | 163    | 48.9 |                              |        |      |                              |        |      |                              |        |      |                              |
| Angola                          | 165    | 48.5 | 0.6                          | 158    | 47.9 | 0.2                          | 160    | 47.7 | 0.4                          | 158    | 47.3 | 0.6                          |
| Ucrania                         | 166    | 48.1 | 1.2                          | 162    | 46.9 | -2.4                         | 155    | 49.3 | 3                            | 161    | 46.3 | 0.2                          |
| Surinam                         | 167    | 48   | -6.2                         | 129    | 54.2 | 0                            | 130    | 54.2 | 2.2                          | 135    | 52   | -0.6                         |
| Bolivia                         | 168    | 47.7 | 0.9                          | 163    | 46.8 | -1.6                         | 158    | 48.4 | 0.5                          | 156    | 47.9 | -2.3                         |
| Guinea                          | 169    | 47.6 | -4.5                         | 144    | 52.1 | -1.4                         | 133    | 53.5 | 2.3                          | 137    | 51.2 | 0.4                          |
| Turkmenistán                    | 170    | 47.4 | 6                            | 172    | 41.4 | -0.8                         | 171    | 42.2 | -0.4                         | 169    | 42.6 | -1.2                         |
| Yibuti                          | 171    | 46.7 | -10.8                        | 112    | 57.5 | 1.6                          | 118    | 55.9 | 2                            | 127    | 53.9 | 0                            |
| Argelia                         | 172    | 46.5 | -2.4                         | 157    | 48.9 | -1.9                         | 146    | 50.8 | 1.2                          | 145    | 49.6 | -1.4                         |
| Timor Oriental                  | 173    | 46.3 | 0.8                          | 167    | 45.5 | 2.3                          | 170    | 43.2 | -0.5                         | 166    | 43.7 | 0.4                          |
| Guinea Ecuatorial               | 174    | 45   | 4.6                          | 173    | 40.4 | -4                           | 168    | 44.4 | 2.1                          | 170    | 42.3 | -0.5                         |
| Zimbabue                        | 175    | 44   | 6.4                          | 175    | 37.6 | 2.1                          | 176    | 35.5 | 6.9                          | 175    | 28.6 | 2.3                          |
| Eritrea                         | 176    | 42.2 | 3.3                          | 174    | 38.9 | 0.4                          | 174    | 38.5 | 2.2                          | 173    | 36.3 | 0.1                          |
| República del Congo             | 177    | 40   | -5                           | 168    | 45   | 4.4                          | 172    | 40.6 | 1                            | 171    | 39.6 | -1.5                         |
| Cuba                            | 178    | 33.9 | 4.3                          | 177    | 29.6 | 0.9                          | 177    | 28.7 | 0.2                          | 176    | 28.5 | 0.2                          |
| Venezuela                       | 179    | 27   | -7.3                         | 176    | 34.3 | -2                           | 175    | 36.3 | 0.2                          | 174    | 36.1 | -2                           |
| Corea del Norte                 | 180    | 4.9  | 3.6                          | 178    | 1.3  | 0.3                          | 178    | 1    | -0.5                         | 177    | 1.5  | 0.5                          |
| Costa de Marfil                 |        |      |                              | 103    | 58.5 | 0.8                          | 107    | 57.7 | 3.6                          | 126    | 54.1 | -0.2                         |
| Yemen                           | -      |      |                              | 133    | 53.7 | -1.8                         | 123    | 55.5 | -0.4                         | 113    | 55.9 | 0.6                          |
| Birmania                        |        |      |                              | 161    | 46.9 | 0.4                          | 162    | 46.5 | 7.3                          | 172    | 39.2 | 0.5                          |

## Evaluaciones y críticas
Según la organización Freedom House, "existe una correlación alta y estadísticamente significativa entre el nivel de libertad política medido por Freedom House y la libertad económica según lo medido por la encuesta del Wall Street Journal / La Fundación Heritage".
Según los economistas Tomi Ovaska y Ryo Takashima, la investigación que correlaciona las mediciones de libertad económica con las de altruismo y solidaridad sugiere "que las personas se preocupan incondicionalmente según el grado en que la sociedad en la que viven les brinde oportunidades y libertad para emprender nuevos proyectos, tomar decisiones y tomar decisiones basadas en las propias preferencias personales." Según Ruut Veenhoven de la Universidad Erasmo de Róterdam, las mediciones del Índice de Libertad Económica se pueden correlacionar de forma favorable con los indicadores de calidad de vida y felicidad de 126 países.
La Millennium Challenge Account, un programa de ayuda exterior del gobierno de EE. UU., ha utilizado el indicador de libertad de comercio para determinar qué países recibirán sus acuerdos basados en el rendimiento.
Por otra parte el índice han sido objeto de críticas desde diferentes puntos de vista económicos. En este sentido, el académico y economista de la Universidad de Washington Charles W. L. Hill, expresó que "dado que la Heritage Foundation tiene una agenda política, su trabajo debe ser visto con cautela".
En 2008 el Ministerio de Economía de Emiratos Árabes Unidos, luego de que el índice mostrara una baja en la calificación del país, declaró que los datos del informe son contrarios a otros informes internacionales creíbles; se basan en información errónea y en una metodología cuestionable no uniforme, que lo hace sea poco confiable "
Críticos como Jeffrey Sachs han cuestionado la suposición del índice de que la apertura económica conduce necesariamente a un mejor crecimiento. En su libro The End of Poverty, Sachs hizo una gráfica de las calificaciones de los países en el índice contra el crecimiento del PIB per cápita entre 1995 y 2003, afirmando que no demuestra ninguna correlación entre la calificación de un país y su tasa de crecimiento económico. Sachs señaló, a modo de ejemplo, que los países con buenas calificaciones como Suiza y Uruguay tuvieron un rendimiento económico lento, otros, como China, con una calificación más baja tuvieron un crecimiento económico muy fuerte.
Diferentes economistas argumentaron que el informe es "poco confiable", el liberal económico Stefan Karlsson, del Instituto Ludwig von Mises, describe los componentes del informe como engañosos:

Tomando a China y Suecia, ¿Cuál es más libre? Por un lado, Suecia tiene un enorme Estado de bienestar que gasta más del 55% del PBI y también cuenta con sindicatos extremadamente poderosos a los que el estado les ha dado el poder de obligar a las empresas a obedecer su mando, Además, las leyes laborales y medioambientales son mucho más intrusivas que en China, que tiene un gasto público de alrededor del 20% del PIB y no tiene sindicatos con poder real. 

También existen fuentes que matizan los resultados del índice y su mensaje, sin necesariamente rechazarlo. Comentaristas indican que los países que lideran el ranking mundial de los Estados con más empleados públicos son los nórdicos como Dinamarca, Noruega y Suecia, quienes registran niveles iguales o superiores al 30% como porcentaje del empleo total, todos ellos encabezan el índice de libertad económica. Lo que significaría que las tres variables del índice relacionadas con el tamaño del Estado (Carga impositiva, Gasto gubernamental y Salud fiscal) o tienen menos peso o quedarían compensadas por otros aspectos de la libertad económica medida por el índice, dándose casos como los países nórdicos con un fuerte peso del Estado en la actividad económica, altas tasas de presión impositiva, elevados gastos públicos del 50,3% del PIB (entre los más altos del mundo), e impuestos onerosos y con un alto gasto gubernamental (lo que implica un bajo puntaje en este factor), que pese a estas condiciones presentan índices que indican alta libertad económica.